# Antandro

Mapa con algunas de las principales antiguas ciudades griegas de Eólida, en la zona septentrional de Asia Menor. Antandro figura en la parte superior del mapa, en la costa cercana a Adramitio.

Antandro o Antandros (griego antiguo Ἄμτανδρος) fue una antigua ciudad griega en la región de Tróade, en la costa de Anatolia, situada en la orilla septentrional del golfo Adramiteno, el actual golfo de Edremit. Anteriormente se denominada Edonis, porque fue habitada por la tribu tracia o cimeria de los edones. Ocupaba el emplazamiento de la actual ciudad turca de Devren Avcılar.
Parece que fue cerca de esta ciudad donde Paris pronunció su juicio ante las tres diosas. Según Virgilio, del puerto de Antandro partió Eneas, una vez que fue saqueada Troya.
Heródoto la llama «localidad de los pelasgos», en su relato de la marcha de las tropas del rey persa Jerjes I por el noroeste de Anatolia. Según el geógrafo griego Estrabón, el poeta Alceo de Mitilene la llamaba ciudad de los léleges. Dice, además, este autor que Demetrio de Escepsis la situaba entre las ciudades que bordeaban el territorio de los léleges, pero que quedaba en la región de los cilicios ya que estos vivían a continuación de aquellos, quienes de alguna forma marcaban la frontera entre la vertiente sur del monte Ida y limitaban por más sitios que los léleges con la costa de Adramitio.
Posteriormente fue una colonia eolia, que fue ocupada por el Imperio aqueménida en tiempos de Darío I. Durante la guerra del Peloponeso, cambió de manos de los persas a los atenienses. En el año 411 a. C. los antandrios expulsaron a la guarnición persa con ayuda de los peloponesios, según refiere Tucídides al final del Libro VIII en su relato de la reactivación de la guerra en el mar Egeo en los últimos años de la Guerra de Decelia (última fase de la guerra del Peloponeso.), pero no por ello se logró que Antandrio se liberara del poder de los persas.
En 388 a. C., Antandro fue el lugar donde las tropas de Ifícrates destruyeron y dieron muerte al harmosta lacedemonio Anaxibio, que, partiendo de Abido, había intentado dejar una guarnición espartana en el lugar. Con esa derrota terminó la incipiente influencia espartana en el entorno del Helesponto.